# Euphyia subnotata
Euphyia subnotata là một loài bướm đêm trong họ Geometridae.